# Сердюк Сергій Іванович
Сергій Іванович Сердюк — український військовик, генерал-майор, заступник Голови Державної прикордонної служби України (з 2019). Член ГО «Всеукраїнська організація ветеранів-прикордонників».

## Життєпис
Народився 4 лютого 1963 року в місті Андижан Узбецької РСР.
1984 р. – закінчив Хмельницьке вище артилерійське командне училище;
1997 р. – закінчив Академію Прикордонних військ України імені Богдана Хмельницького;
1997 – 2001 – проходив службу в Академії Прикордонних військ України імені Богдана Хмельницького; в 2000-2001 в Сьєрра-Леоне командував 4-м окремим ремонтно-відновлювальним батальйоном українських миротворців.
2002 – 2003 – Перший заступник начальника 1 навчального прикордонного загону Прикордонних військ України;
2003 – 2007 – Начальник 10 мобільного прикордонного загону Державної прикордонної служби України;
У 2005 році також працював військовим аташе України в Молдові.
З 2007 року працює в апараті Державної прикордонної служби України.
2007 – 2011– Начальник служби пально-мастильних матеріалів управління тилового забезпечення Департаменту забезпечення Адміністрації Державної прикордонної служби України;
2011 – 2012 – Начальник відділу пально-мастильних матеріалів управління тилового забезпечення Департаменту забезпечення Адміністрації Державної прикордонної служби України;
2012 – 2014 – Начальник відділу організації повсякденної діяльності управління планування, оборонної, мобілізаційної роботи та організації антитерористичних заходів Департаменту охорони державного кордону Адміністрації Державної прикордонної служби України;
2014 – 2016 – Начальник управління організації повсякденної діяльності Департаменту охорони державного кордону Адміністрації Державної прикордонної служби України;
2016 – Начальник управління організаційно-мобілізаційної роботи Департаменту персоналу Департаменту охорони державного кордону Адміністрації Державної прикордонної служби України;
2016 – 2017 – Директор Департаменту персоналу Адміністрації Державної прикордонної служби України;
Станом на серпень 2017 року займав посаду директора Департаменту організації повсякденної діяльності та соціально-гуманітарного забезпечення Державної прикордонної служби України.
У 2018 році отримав наукову ступінь кандидата наук за спеціальністью "Педагогічні науки" в Національній академії Державної прикордонної служби України імені Богдана Хмельницького.
2019 - Директор Департаменту персоналу Адміністрації Державної прикордонної служби України;
Заступник голови ДПСУ (з 5 грудня 2019).

## Військові звання
- полковник
- генерал-майор (23 серпня 2017 року)[9]

## Нагороди
- орденом «За заслуги» ІІІ ступеня[10]
- орденом Богдана Хмельницького ІІІ ступеня[11]

## Родина
Одружений. Виховує сина.